# Escola dogmàtica
L'escola dogmàtica és un dels corrents de la medicina del món grecollatí, essent els altres dos l'escola metòdica i l'escola empírica. La majoria dels seus principis es coneixen per l'obra d'Aule Corneli Cels. La medicina es considerava una ciència, propera a la filosofia.

## Història
L'escola metòdica prové de les idees d'Hipòcrates i va ser l'única manera d'entendre la medicina a Grècia fins al sorgiment de l'escola empírica i durant segles va ser la més popular entre grecs i romans. Alguns dels seus defensors foren Diocles Caristi, Praxàgores de Cos i Plistònic.

## Teories mèdiques
La raó i el coneixement del funcionament del cos és el que porta al metge a decidir el millor tractament. El cos pot veure alterar el seu estat òptim per diferents motius i segons la causa, caldrà aplicar un remei o un altre perquè els símptomes poden ser enganyosos, ja que un mateix símptoma (la febre, per exemple) es dona en el cas de malalties ben diverses. Les parts interiors del cos donen més problemes que les exteriors, i els fluids que per elles corren són sovint la causa del malestar (la majoria de dogmàtics creien en la teoria dels humors). Les causes evidents i externes podien ser signe de malalties menys greus però quan el quadre mèdic es complica, cal intervenir sobre els estats ocults.

## Funcionament
El tractament tendeix a alleujar els símptomes però això només és la primera part, per prevenir estats crítics. Un autèntic guariment només succeirà quan s'hagi resolt la causa del desequilibri del cos i els humors estiguin compensats. Per això els procediments tendien a augmentar o fer minvar la secreció de l'humor, relacionada amb un dels elements. Amb l'acció del metge, s'esperava que la natura tornés la salut al pacient. Quan la crisi era massa aguda, no es podia fer res i el desequilibri portava a la mort. L'alimentació i les herbes medicinals jugaven un paper central en les prescripcions mèdiques.